# Arondismentul Les Sables-d'Olonne
Arondismentul Les Sables-d'Olonne (în franceză Arrondissement des Sables-d'Olonne) este un arondisment din departamentul Vendée, regiunea Pays de la Loire, Franța.

## Subdiviziuni

### Cantoane
- Cantonul Beauvoir-sur-Mer
- Cantonul Challans
- Cantonul L'Île-d'Yeu
- Cantonul La Mothe-Achard
- Cantonul Moutiers-les-Mauxfaits
- Cantonul Noirmoutier-en-l'Île
- Cantonul Palluau
- Cantonul Les Sables-d'Olonne
- Cantonul Saint-Gilles-Croix-de-Vie
- Cantonul Saint-Jean-de-Monts
- Cantonul Talmont-Saint-Hilaire

### Comune
| 1. L'Aiguillon-sur-Vie (85002)           | 2. Angles (85004)                   | 3. Apremont (85006)                      | 4. Avrillé (85010)                 |
| 5. Barbâtre (85011)                      | 6. La Barre-de-Monts (85012)        | 7. Beaulieu-sous-la-Roche (85016)        | 8. Beauvoir-sur-Mer (85018)        |
| 9. Le Bernard (85022)                    | 10. Bois-de-Céné (85024)            | 11. La Boissière-des-Landes (85026)      | 12. Bouin (85029)                  |
| 13. Brem-sur-Mer (85243)                 | 14. Bretignolles-sur-Mer (85035)    | 15. La Chaize-Giraud (85045)             | 16. Challans (85047)               |
| 17. Le Champ-Saint-Père (85050)          | 18. La Chapelle-Achard (85052)      | 19. La Chapelle-Hermier (85054)          | 20. La Chapelle-Palluau (85055)    |
| 21. Château-d'Olonne (85060)             | 22. Châteauneuf (85062)             | 23. Commequiers (85071)                  | 24. Coëx (85070)                   |
| 25. Curzon (85077)                       | 26. Falleron (85086)                | 27. La Faute-sur-Mer (85307)             | 28. Le Fenouiller (85088)          |
| 29. Froidfond (85095)                    | 30. La Garnache (85096)             | 31. Le Girouard (85099)                  | 32. Givrand (85100)                |
| 33. Le Givre (85101)                     | 34. Grand'Landes (85102)            | 35. Grosbreuil (85103)                   | 36. La Guérinière (85106)          |
| 37. Jard-sur-Mer (85114)                 | 38. La Jonchère (85116)             | 39. Landeronde (85118)                   | 40. Landevieille (85120)           |
| 41. Longeville-sur-Mer (85127)           | 42. Maché (85130)                   | 43. Martinet (85138)                     | 44. La Mothe-Achard (85152)        |
| 45. Moutiers-les-Mauxfaits (85156)       | 46. Nieul-le-Dolent (85161)         | 47. Noirmoutier-en-l'Île (85163)         | 48. Notre-Dame-de-Monts (85164)    |
| 49. Notre-Dame-de-Riez (85189)           | 50. Olonne-sur-Mer (85166)          | 51. Palluau (85169)                      | 52. Le Perrier (85172)             |
| 53. Poiroux (85179)                      | 54. Les Sables-d'Olonne (85194)     | 55. Saint-Avaugourd-des-Landes (85200)   | 56. Saint-Benoist-sur-Mer (85201)  |
| 57. Saint-Christophe-du-Ligneron (85204) | 58. Saint-Cyr-en-Talmondais (85206) | 59. Saint-Georges-de-Pointindoux (85218) | 60. Saint-Gervais (85221)          |
| 61. Saint-Gilles-Croix-de-Vie (85222)    | 62. Saint-Hilaire-de-Riez (85226)   | 63. Saint-Hilaire-la-Forêt (85231)       | 64. Saint-Jean-de-Monts (85234)    |
| 65. Saint-Julien-des-Landes (85236)      | 66. Saint-Maixent-sur-Vie (85239)   | 67. Saint-Mathurin (85250)               | 68. Saint-Paul-Mont-Penit (85260)  |
| 69. Saint-Révérend (85268)               | 70. Saint-Urbain (85273)            | 71. Saint-Vincent-sur-Graon (85277)      | 72. Saint-Vincent-sur-Jard (85278) |
| 73. Saint-Étienne-du-Bois (85210)        | 74. Sainte-Flaive-des-Loups (85211) | 75. Sainte-Foy (85214)                   | 76. Sallertaine (85280)            |
| 77. Soullans (85284)                     | 78. Talmont-Saint-Hilaire (85288)   | 79. La Tranche-sur-Mer (85294)           | 80. Vairé (85298)                  |
| 81. L'Épine (85083)                      | 82. L'Île-d'Olonne (85112)          | 83. L'Île-d'Yeu (85113)                  |                                    |